# Great Courts
Great Courts (pubblicato anche come Pro Tennis Tour; nelle versioni per console Jimmy Connors Pro Tennis Tour o Jimmy Connors' Tennis) è un videogioco sportivo di tennis, sviluppato dalla Blue Byte Software GmbH e pubblicato dalla Ubisoft nel 1989 per i computer Amiga, Atari ST, Amstrad CPC, Commodore 64, MS-DOS e ZX Spectrum e successivamente per le console Lynx, SNES, NES e Game Boy. Una versione migliorata rispetto a quella per Amstrad CPC uscì per Amstrad GX4000 nel 1990. Le versioni per console prendono il nome dal celebre tennista Jimmy Connors e ne utilizzano l'immagine. La versione francese per NES usa l'immagine di Yannick Noah anziché Jimmy Connors. Secondo Consolemania 22 venne realizzato anche un prototipo per Mega Drive, poco riuscito, che non risulta pubblicato.
È stato seguito da Great Courts 2, pubblicato nel 1991 solo per Amiga, Atari ST e MS-DOS.

## Modalità di gioco
Il campo di gioco viene mostrato con prospettiva tridimensionale fissa, dalla parte del lato più corto. Solo nelle versioni SNES e Lynx il campo è più ampio dello schermo ed è presente un breve scorrimento. Nelle versioni per computer, i due tennisti sono rappresentati con dimensioni diverse per simulare la diversa distanza (ma non cambiano dimensione spostandosi).
Il servizio, nelle versioni per computer e per SNES, è caratterizzato dalla presenza di un cursore che si sposta rapidamente sul campo, parzialmente controllato dal giocatore, e permette di determinare in modo relativamente preciso dove battere. 
Nelle versioni per computer la ricezione della palla e l'effetto con cui verrà ribattuta dipendono molto dal posizionamento del tennista e dal tempismo, mentre praticamente non sono definiti dei comandi diretti per effettuare i vari tipi di colpi. Nelle versioni Amiga, Atari ST e MS-DOS, al livello facile c'è un cursore che mostra dove andrà la palla avversaria, per aiutare nel posizionamento. Nelle suddette versioni è possibile far visualizzare un replay dell'ultimo scambio, mostrato in 3D schematico.
Sulle console c'è una scelta diretta (più o meno ampia) di colpi tramite i pulsanti; su SNES c'è anche un'opzione per automatizzare lo spostamento del tennista e controllare soltanto i colpi.
Si può partecipare in ordine a vari tornei del circuito maschile ATP cercando di risalire la classifica di punteggio generale; giocare singoli incontri in multigiocatore; oppure fare allenamento da soli, nella ricezione con una macchina sparapalle o nel servizio. A seconda del torneo si può giocare sui vari tipi tradizionali di superfici del campo, come erba o terra. Nella versione SNES sono disponibili anche le insolite superfici desertica (sabbiosa) e antartica (innevata).
Nelle versioni SNES e Lynx è possibile giocare anche al tennis in doppio, con varie combinazioni di tennisti controllati da umani o dal computer. Tramite un apposito adattatore da acquistare a parte, il SNES supporta anche tre o quattro giocatori umani simultanei. Il Lynx supporta fino a quattro giocatori tramite connessioni con cavo Comlynx, e permette inoltre di controllare anche tenniste donne. Queste caratteristiche rendono le suddette versioni più simili a Great Courts 2.

## Accoglienza
Il più delle volte Great Courts ricevette buone valutazioni dalla critica dei suoi tempi, talvolta venendo considerato il miglior gioco di tennis fino ad allora uscito per la rispettiva piattaforma (K 13 per Amiga, Super Console 2 per NES).